# Arcos de Valdevez
Arcos de Valdevez is een plaats en gemeente in het Portugese district Viana do Castelo.
De gemeente heeft een totale oppervlakte van 447 km² en telde 24.761 inwoners in 2001.

## Geboren
- Tomás Esteves (10 april 2002), voetballer

## Freguesias
De freguesias van Arcos de Valdevez zijn:
| - Aboim das Choças - Aguiã - Alvora - Ázere - Cabana Maior - Cabreiro - Carralcova - Cendufe - Couto - Eiras - Ermelo - Extremo - Gavieira - Giela - Gondoriz - Grade - Guilhadeses | - Loureda - Madalena de Jolda - Mei - Miranda - Monte Redondo - Oliveira - Paçô - Padroso - Parada - Portela - Prozelo - Rio Cabrão - Rio de Moinhos - Rio Frio - Sá - Sabadim - Salvador | - Salvador de Padreiro - Santa Cristina de Padreiro - Santa Maria de Távora - Santar - São Cosme e São Damião - São Jorge - São Paio - São Paio de Jolda - São Vicente de Távora - Senharei - Sistelo - Soajo - Souto - Tabaçô - Vale - Vila Fonche - Vilela |

Arcos de Valdevez · Caminha · Melgaço · Monção · Paredes de Coura · Ponte da Barca · Ponte de Lima · Valença · Viana do Castelo · Vila Nova de Cerveira

Portugal: Districten